# Gandaritis postscripta
Gandaritis postscripta là một loài bướm đêm trong họ Geometridae.